# Ayrton Senna’s Super Monaco GP II
Ayrton Senna's Super Monaco GP II – wyścigowa gra, stworzona przez firmę Sega. Nazywana bywa również Super Monaco II, nie jest to jednak oficjalny tytuł.
Aytron Senna's Super Monaco GP została wyprodukowana na konsole Sega Genesis, Sega Master System i Sega Game Gear. Na rynku świata pojawiła się w roku 1992. Sega uzyskała zgodę na wykorzystanie nazwiska i wizerunku Ayrtona Senny, mistrza Formuły 1 z 1991 roku.
Gra posiada 2 tryby gry: pierwszym trybem jest World Championship (Mistrzostwa Świata) z trybami Beginner (Początkujący) oraz Master (Mistrz). Drugim trybem jest Senna GP, na której ściga się na 3 trasach, wybranych przez Sennę. Dostępny jest również tryb Free Practice (Praktyka), na którym do wyboru są wszystkie trasy do trenowania jazdy.
Grając w trybie World Championship (Master) istnieje możliwość zmiany drużyny. W grze występuje podział na "ligi" od najlepszej poczynając: S, A, B, C, D.